# مایک مدووی
مایک مدووی (انگلیسی: Mike Medavoy؛ زادهٔ ۲۱ ژانویهٔ ۱۹۴۱) هنرپیشه و تهیه‌کننده اهل ایالات متحده آمریکا است.

## فیلم شناسی تهیه‌کنندگی
- روح بازی (۱۹۹۶) (تلویزیون)
- خط باریک سرخ (۱۹۹۸)
- شیک، راتل و رول:داستان عشق آمریکایی (۱۹۹۹) (تلویزیون)
- روز ششم (۲۰۰۰)
- حد عمودی (۲۰۰۰)
- در زمان پروانه‌ها (۲۰۰۱) (تلویزیون)
- بیگانه (۲۰۰۲) (تلویزیون)
- پایه (۲۰۰۳)
- چاله‌ها (۲۰۰۳)
- در کشور من (۲۰۰۴)
- نهان (۲۰۰۵)
- همه مردان پادشاه (۲۰۰۶)
- خانم پاتر (۲۰۰۶)
- رهیاب (۲۰۰۷)
- احیای قهرمان (۲۰۰۷)
- زودیاک (۲۰۰۷)
- جواز ازدواج (۲۰۰۷)
- وحشی‌ترین رویا (۲۰۱۰)
- جزیره شاتر (۲۰۱۰)
- شانگهای (۲۰۱۰)
- قوی سیاه (۲۰۱۰)
- وقتی حامله هستی باید منتظر چه چیزی باشی (۲۰۱۲)